# Johannes Ramsauer (Pfarrer)
Johannes Otto Martin Ramsauer (* 17. April 1832 in Oldenburg; † 7. Dezember 1918 ebenda) war ein deutscher evangelisch-lutherischer Pfarrer und später Oberkirchenrat im Großherzogtum Oldenburg.

## Leben
Ramsauer war der Sohn des Erziehers der Prinzen des oldenburgischen Herrscherhauses Johannes Ramsauer (1790–1848) in Oldenburg und dessen Frau Wilhelmine geb. Schultheß (1795–1874). Die Familie kam ursprünglich aus der Schweiz, wo sein Vater Schüler und langjähriger Wegbegleiter von Johann Heinrich Pestalozzi war, bevor er nach Oldenburg kam. Auch seine Mutter stammte aus der Schweiz und war die Tochter des Zürcher Diakons Johann Georg Schulthess (1758–1802). Ihre Familie gehörte zur weitläufigen Verwandtschaft von Pestalozzis Frau.
Von 1851 bis 1853 studierte Ramsauer Theologie in Erlangen unter anderem bei den Lutheranern Gottfried Thomasius, Johann von Hofmann und Franz Delitzsch. Danach wechselte er an die Universität Berlin und hörte die Vermittlungstheologen Karl Immanuel Nitzsch und August Twesten. Am 14. Dezember 1854 legte er in Oldenburg das Tentamen und am 5. März 1857 das Examen ab. In seiner Kandidatenzeit war er Hauslehrer bei dem Zweig der Grafenfamilie Bernstorff in Gartow.
1858 trat er dann seine erste Stelle als Pfarrer in Neuenkirchen an und wurde dort am 15. August 1858 ordiniert. Großherzog Peter II. ernannte Ramsauer am 1. Januar 1868 zum 2. geistlichen Mitglied des Oberkirchenrats berufen, dem er bis zum Eintritt in den Ruhestand am 1. Oktober 1910 angehörte. 1879 wurde er Geheimer Kirchenrat, 1899 Geheimer Oberkirchenrat.
Ramsauer galt seinen Zeitgenossen als überaus kenntnisreicher, in den klassischen und orientalischen Sprachen bewanderter Theologe. Seine auch durch sein Elternhaus stark pietistisch eingefärbte Orthodoxie prägte seine Amtsführung. Die in seinen Erinnerungen dargelegte Auffassung der oldenburgischen Kirchengeschichte des 19. Jahrhunderts sowie sein anonym veröffentlichtes, nach Pfarreien geordnetes Verzeichnis der oldenburgischen Prediger sind bis heute von Bedeutung.

## Familie
Ramsauer heiratete am 26. Mai 1859 Wibertha Zellweger, die aus Trogen bei Appenzell in der Schweiz stammte.

## Werke
- anonym veröffentlicht: Die Prediger des Herzogtums Oldenburg seit der Reformation. Oldenburg. 1909.
- Aus den Erinnerungen des kirchlichen Lebens im Herzogtum Oldenburg im 19. Jahrhundert. Veröffentlicht in: Oldenburgisches Kirchenblatt. Ausgabe 37. 1932.